# Francisco Serrano (politik)
Francisco Serrano Domínguez Cuenca y Pérez de Vargas (17. prosince 1810 San Fernando – 25. listopadu 1885 Madrid) byl španělský voják a politik. Byl předsedou španělské vlády v letech 1868–1869, regentem v letech 1869–1870, na konci první španělské republiky pak byl předsedou vlády i prezidentem, který se však opíral o sílu armády, nikoli o parlament.

## Život
Jeho otec byl důstojník a liberál. Serrano vstoupil po vzoru svého otce do armády, a to již ve dvanácti letech. Byl součástí eskorty, která doprovázela Karla Mariu Isidora Bourbonského, neúspěšného uchazeče o trůn, prvního karlistu a bratra Ferdinanda VII., do Portugalska. Serrano se také aktivně účastnil první karlistické války, která vzápětí vypukla (1834-1839), přičemž v průběhu války povýšil z pozice kapitána až na brigádního generála.
V roce 1839 byl poprvé zvolen členem parlamentu za provincii Málaga. Rok poté byl povýšen do hodnosti divizního generála a velitele provincie Valencia. V roce 1841 pomohl svrhnout regentství Marie Kristýny Neapolsko-Sicilské. V roce 1843 byl jmenován ministrem války v kabinetu Joaquína Maríi Lópeze y Lópeze. Sloužil ve stejné funkci i v kabinetu Salustiana de Olózaga y Almandoze. V roce 1845 byl jmenován senátorem a v roce 1848 velitelem Granady. Od roku 1846 do roku 1853 byl mimo politiku, žil na svých andaluských panstvích nebo cestoval po světě.
Asistoval maršálovi Leopoldu O'Donnellovi během jeho vzpoury v letech 1854 až 1856 a dvanáct let byl pak jeho věrným následovníkem. O'Donnell jmenoval Serrana maršálem v roce 1856 a generálním kapitánem Kuby v roce 1859 (byl jím až do roku 1862). Serrano vládl tomuto ostrovu s úspěchem. Byl prvním místokrálem, který se pokusil o politické a finanční reformy v kolonii. Po návratu do Evropy z něj O'Donnell učinil vévodu z la Torre, granda první třídy a ministra zahraničních věcí, byť tuto funkci zastával jen krátce, od 18. ledna do 2. března 1863. Serrano stál po boku O'Donnella i při jeho potlačení povstání 22. června 1866 v Madridu. Riskoval přitom život, za což byl vyznamenán Řádem zlatého rouna. Po smrti O'Donnella se Serrano stal vůdcem Strany liberální unie. Jako předseda senátu pomáhal předsedovi sněmovny Ríos Rosasovi sepsat petici královně Isabelle proti jejím ministrům, za což byli oba vyhoštěni.
Serrano si to líbit nenechal. Začal proti královně konspirovat s Antonínem Orleánským, Juanem Primem a liberálním vůdcem Práxedesem Mateo Sagastou. Dne 7. července 1868 nechal premiér González Bravo Serrana a další generály zatknout a odvézt na Kanárské ostrovy. Tam Serrano zůstal, dokud pro něj admirál Topete neposlal parník, který ho 18. září téhož roku dopravil do Cádizu. Okamžitě po vylodění Serrano podepsal s Primem, Topetem, Sagastou, Martosem a dalšími manifest revoluce a přijal velení revoluční armády. U mostu Alcolea porazil jednotky královny Isabelly, načež královna uprchla do Francie. Serrano vstoupil do Madridu a vytvořil prozatímní vládu. Byl postupně jmenován prezidentem, předsedou vlády i regentem. Vládl nestranně a respektoval nezávislost parlamentu. Přistoupil na jeho výběr Amadea I. jako nového krále, ačkoli měl sám jiné preference. Jakmile Amadeus přijel Madridu, Serrano rezignoval na své politické funkce a převzal velení nad armádou, v jejímž čele vyrazil proti karlistům v severním Španělsku. V létě 1872 se ale znovu pokusil o politickou hru, což nakonec vedlo k tomu, že se král Amadeus 11. února 1873 vzdal trůnu. Republikáni toho využili k vyhlášení republiky.
Serrano se proti republice postavil. Spikl se s dalšími generály a 23. dubna 1873 se pokusil ji svrhnout. Když neuspěl, odešel do exilu ve Francii. Vrátil se až v lednu 1874, kdy pro něj nechal poslat generál Pavía chystající další převrat. Převrat byl úspěšný a Serrano byl jmenován prezidentem. Během jedenácti měsíců ve funkci prezidenta věnoval Serrano svou pozornost především reorganizaci financí, obnově vztahů s americkými a evropskými mocnostmi a potlačení revolt. Moc se mu ale nepodařilo uchopit dostatečně pevně a za rok čelil dalšímu vojenskému převratu, který svrhl republiku a na španělský trůn znovu dosadil bourbonskou dynastii.
Poté, co na trůn nastoupil Alfonso XII., Serrano odešel pro jistotu na čas do Francie. V roce 1876, když pochopil, že mu nehrozí nebezpečí, se vrátil do Madridu a znovu se zapojil do politiky. Zasedl v senátu a v roce 1881 politicky flirtoval se Sagastou a jeho stranou. Nakonec podpořil vznik strany svého synovce, generála Lópeze Domíngueze. Roku 1884 byl jmenován španělským velvyslancem v Paříži.